# 博斯克法姆斯 (新墨西哥州)
博斯克法姆斯（英語：Bosque Farms）是位於美國新墨西哥州巴倫西亞縣的村。

## 人口
根據2020年美國人口普查的數據，博斯克法姆斯的面積為10.19平方千米，皆為陸地。當地共有人口4020人，而人口密度為每平方千米395人。